# Harry Essing
Karl Harry Essing, född 5 mars 1906, död 20 december 1963 i Storkyrkoförsamlingen i Stockholm, var en svensk köpman och artist.
Essing uppträdde som Mannen med gummiansiktet. Han är begravd på Norra begravningsplatsen utanför Stockholm.

## Filmografi
- 1930 – Fridas visor
- 1934 – Kungliga Johansson
- 1935 – Smålänningar
- 1936 – Samvetsömma Adolf
- 1937 – Pensionat Paradiset
- 1937 – Klart till drabbning
- 1941 – Bara en kvinna
- 1944 – Fattiga riddare
- 1945 – Änkeman Jarl

## Teater

### Roller
| År   | Roll        | Produktion                                                            | Regi               | Teater |
| ---- | ----------- | --------------------------------------------------------------------- | ------------------ | ------ |
| 1936 | Medverkande | Härmed hava vi nöjet, revy Kar de Mumma, Karl-Ewert och Alf Henrikson | Harry Roeck-Hansen | Turné  |